# Kerekes Zsombor
Kerekes Zsombor (Zenta, 1973. szeptember 13. –) délvidéki születésű magyar válogatott labdarúgó, edző. A Debreceni VSC-vel három bajnoki címet, egy ezüst és egy bronzérmet, illetve két Magyar Kupa-aranyat gyűjtött be, kétszer volt a klub házi gólkirálya.

## Pályafutása

### Klubcsapatban
1990-ben a szerb Becsejben kezdte pályafutását, majd a Szpartak Szubotica érintésével 1999-ben érkezett Magyarországraa, a Nagykanizsa FC-hez. A kanizsaiaknál az 1999-es őszi szezonban 16 mérkőzésen kétszer volt eredményes, ám így is felkeltette a Debrecen érdeklődését, akik 2000 telén leigazolták. A Lokiban 2003-ig 83 bajnoki mérkőzésen lépett pályára, és 32 gólt szerzett.
Ezt követően a kínai Tiencsin Tedához szerződött, majd pécsi kitérőt követően ismét Debrecenbe került. 2005-ben Hollandiába, a Willem II-hez igazolt, majd két évvel később ismét visszatért a Debrecenhez. 2009 decemberében jelentette be, hogy felhagy az aktív labdarúgással.
Edzőként a DEAC-nál kezdett dolgozni, majd 2015 nyarán a Debreceni Labdarúgó Akadémiához került egyéni képzőnek.

### A válogatottban
2004-ben Szlovákia ellen bemutatkozott a magyar válogatottban, amelyben összesen kilencszer lépett pályára, ezeken a találkozókon két gólt szerzett.

## Család
Egy fia és egy lánya van, Kerekes Krisztián és Kerekes Dominika. Krisztián szintén labdarúgó, a DEAC játékosa. Dominika is sportol, mégpedig atlétikát.

## Sikerei, díjai

### Klub
- Debreceni VSC
  - NB I – aranyérmes: 2004–05, 2005–06, 2008–09
  - Magyar kupagyőztes: 2001, 2008, 2010

### Egyéni
- Zilahi-díj: 2008

## Statisztika

### Mérkőzései a válogatottban
| Magyarország | Magyarország        | Magyarország                    | Magyarország  | Magyarország | Magyarország | Magyarország | Magyarország | Magyarország |
| #            | Dátum               | Helyszín                        | Hazai         | Eredmény     | Vendég       | Kiírás       | Gólok        | Esemény      |
| ------------ | ------------------- | ------------------------------- | ------------- | ------------ | ------------ | ------------ | ------------ | ------------ |
| 1.           | 2004. november 30.  | Bangkok (THA)                   | Magyarország  | 0 – 1        | Szlovákia    | Király-kupa  | -            | 65'          |
| 2.           | 2004. december 2.   | Bangkok (THA)                   | Magyarország  | 5 – 0        | Észtország   | Király-kupa  | 1            | 18'          |
| 3.           | 2005. február 2.    | Isztambul (TUR)                 | Magyarország  | 0 – 0        | Szaúd-Arábia | barátságos   | -            | 46'          |
| 4.           | 2005. március 30.   | Budapest, Szusza Ferenc Stadion | Magyarország  | 1 – 1        | Bulgária     | vb-selejtező | -            | 74'          |
| 5.           | 2005. május 31.     | Metz, Stade Saint-Symphorien    | Franciaország | 2 – 1        | Magyarország | barátságos   | 1            | 46' 78'      |
| 6.           | 2005. június 4.     | Reykjavík, Laugardalsvöllur     | Izland        | 2 – 3        | Magyarország | vb-selejtező | -            |              |
| 7.           | 2005. augusztus 17. | Budapest, Puskás Ferenc Stadion | Magyarország  | 1 – 2        | Argentína    | barátságos   | -            | 68'          |
| 8.           | 2005. szeptember 7. | Budapest, Puskás Ferenc Stadion | Magyarország  | 0 – 1        | Svédország   | vb-selejtező | -            | 89'          |
| 9.           | 2005. október 8.    | Szófia, Vaszil Levszki Stadion  | Bulgária      | 2 – 0        | Magyarország | vb-selejtező | -            | 46'          |
|              | Összesen            |                                 |               | 9            | mérkőzés     |              | 2            | gól          |

## Külső hivatkozások
- Kerekes Zsombor adatlapja a MLSZ.hu-n (magyarul)
- Profil a DVSC hivatalos honlapján Archiválva 2009. február 21-i dátummal a Wayback Machine-ben (magyarul)
- Kerekes Zsombor adatlapja a HLSZ.hu-n (magyarul)
- Profil a footballdatabase.eu-n (angolul)
- Kerekes Zsombor pályafutásának statisztikái a Soccerbase oldalon (angolul)

```
(angolul)
```

- Kerekes Zsombor adatlapja a national-football-teams.com-on[halott link] (angolul)
- Pályafutása statisztikái a fussballdaten.de-n (németül)
- NS online játékosprofil (magyarul)